# Мужская сборная Венгрии по хоккею на траве
Мужская сборная Венгрии по хоккею на траве — мужская сборная по хоккею на траве, представляющая Венгрию на международной арене. Управляющим органом сборной выступает Федерация хоккея на траве Венгрии (англ. Hungarian Hockey Federation).

## Результаты выступлений

### Олимпийские игры
- 1936 — 5—11-е места

### Чемпионат Европы
- 1970 — 17-е место

### EuroHockey Nations Challenge III
(3-й дивизион чемпионата Европы) (known as Challenge I until 2011)
- 2005 — [3]